# ヤグルマギク
ヤグルマギク（矢車菊、学名 Centaurea cyanus）は、キク科ヤグルマギク属の1種である。
英名（ハーブ名）は「コーンフラワー」で、古くから薬用、食用、染料用、観賞用として利用されている。和名ではヤグルマギクと呼ばれており、近年一部でヤグルマソウとも呼ばれた時期もあったが、ユキノシタ科のヤグルマソウと混同しないように現在ではヤグルマギクと統一されて呼ばれ、最新の図鑑等の出版物もヤグルマギクの名称で統一されている。
野生種は青紫色で、種名の「cyanus」は「あさぎ色の」という意味である。属名の「Centaurea」は、ギリシャ神話に出てくる半人半馬の怪物ケンタウルスから。

## 産地
ヨーロッパ原産。もとは麦畑などに多い雑草だったが、園芸用に改良され紫、白、桃色などの品種が作られた。ドイツ連邦共和国、エストニア共和国、マルタ共和国、フランス共和国の国花として扱われている。

## 特徴
耐寒性一年生植物。ヤグルマギク属の別種には多年草のものもある。
高さは20-100cmで、全体が毛で覆われるため白みを帯びて見える。夏に筒状花からなる矢車状の花が咲く。種子は痩果で、短い毛が付く。
日本には明治期に導入されたが、現在では帰化植物として野外でも多く見られる。原産地同様に麦畑に侵入すると、収量を5割から9割も減らす強害雑草となるため恐れられている。
観賞用のほか食用品種（食用やぐるまぎく）もある。

## 栽培

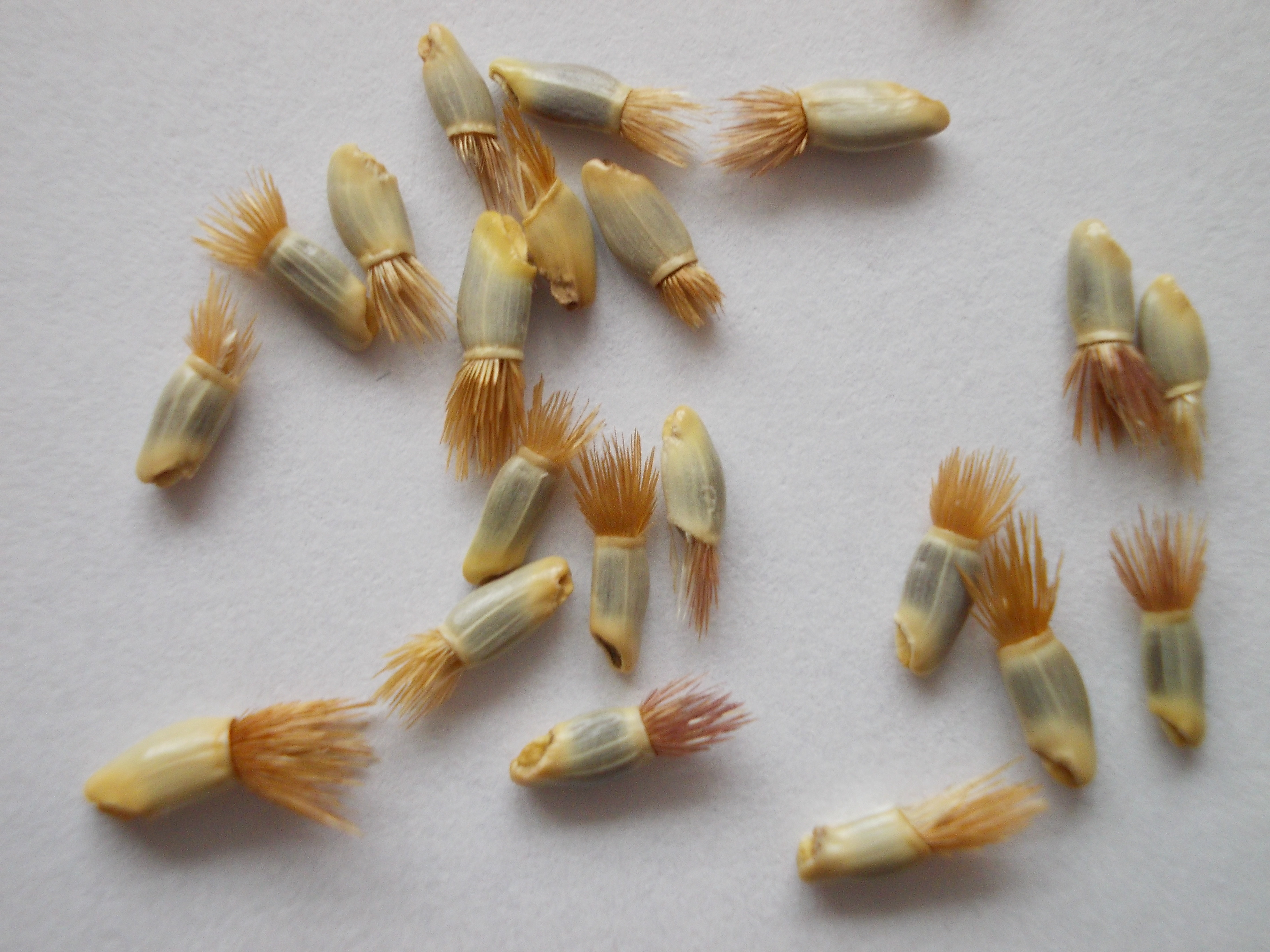
ヤグルマギクの種子

東北地方以北または寒さの厳しい中部山岳地帯では春播きにするが、関東地方以西の平地では秋まきにする。9月～10月が種まきの適期で、直まきにするか、育苗ケースなどに蒔く。土が乾燥すると発芽しにくいため、土が完全に乾燥しないように管理する。発芽まではおよそ1週間程度かかり、4月～7月くらいまで開花する。現在多く流通している寒咲種では、8月末にまき、暖かな日だまりに植えておいてやると、年内に開花する。
病虫害も少なく、丈夫な草花で、花壇や家庭の切り花などに用いられる。ただし、立枯病やアブラムシには注意が必要になる。

## 文化

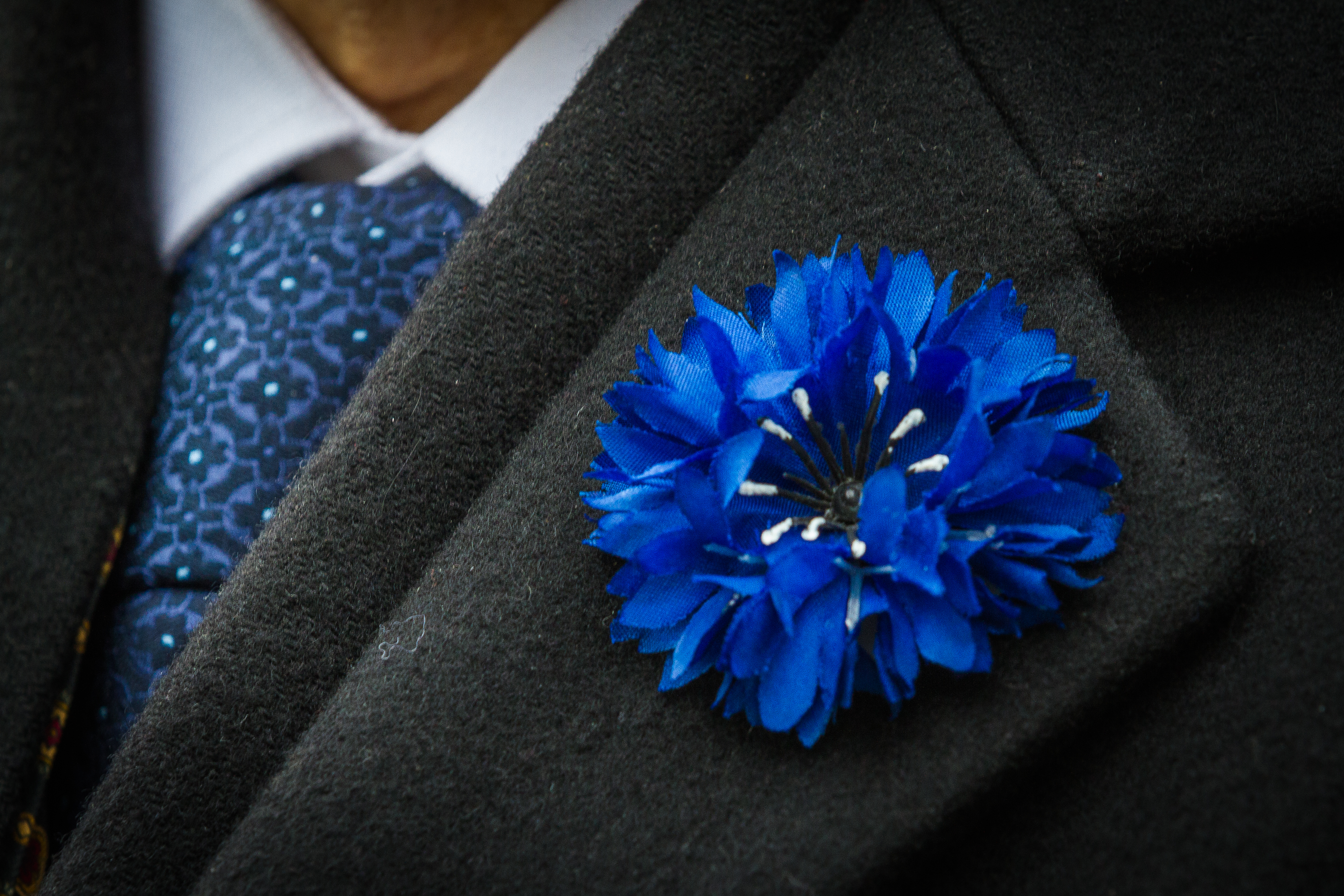
フランスの戦没者追悼記念日にフランスの矢車菊を身に着けている様子

その青紫色の美しさから、最高級のサファイアの色味を「コーンフラワーブルー」（ヤグルマギクの花の青）として引き合いに出される。
ツタンカーメン王の棺の上には、ヤグルマギク・蓮・オリーブ等で作られた花輪が載せられていた。
マリー・アントワネットが好んだ花であり、洋食器の『小花散らし』の模様は彼女がデザインしたヤグルマギクの柄に由来する。

### 学名Centaurea cyanus（ケンタウルス　チアヌス）の由来
ギリシャ神話に登場する半人半馬のケンタウルスが、ヒュドラーの血に浸した毒矢によって殺された。傷口に矢車菊の花びらをふりかけると、ケンタウルスはさっそうと生き返ったという。
ローマ神話の花の女神、フローラの熱心な崇拝者チアヌスが死んだ。女神は若者の死を悼み、彼が野原で集めていた花に「チアヌス」の名前を与えた。学名の後半は、この伝説が由来の模様。なお、cyanusは、ギリシャ語で「濃い青色」を意味する。